# Beat Generation
Pour les articles homonymes, voir Beat et Beatnik (homonymie).

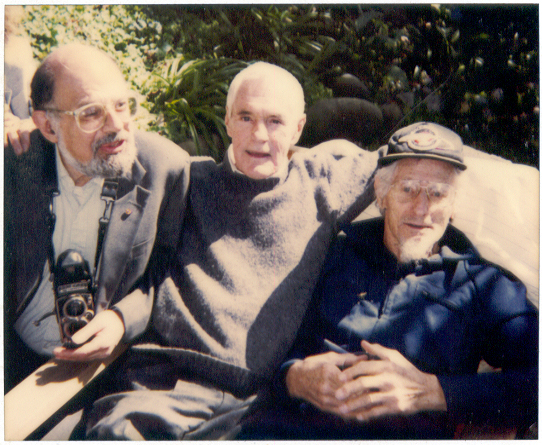
Allen Ginsberg, Timothy Leary et John Cunningham Lilly en 1991.

La Beat Generation [biːt ˌd͡ʒɛnəˈɹeɪʃən] est un mouvement littéraire et artistique né dans les années 1950 aux États-Unis.

## Histoire
Le terme de « Beat Generation » est employé pour la première fois en 1948 par Jack Kerouac pour décrire son cercle d'amis au romancier John Clellon Holmes (qui publiera plus tard le premier roman sur la Beat Generation, intitulé Go (en)). Holmes définit le mouvement dans un article faisant office de manifeste esthétique, publié dans le New York Times en novembre 1952 : « This is the Beat Generation ».
Howl d'Allen Ginsberg (1956), Sur la route de Jack Kerouac (1957) et Le Festin nu de William S. Burroughs (1959) sont les ouvrages les plus marquants de la littérature beat. L'homosexualité affichée de certains membres de ce mouvement artistique fit scandale aux États-Unis d'Amérique, alors puritains,. Howl et Le Festin nu furent l'objet de procès en obscénité qui marquèrent la libération du monde de l'édition aux États-Unis avant de devenir des références pour le mouvement gay et la libération sexuelle de la génération suivante.
William Burroughs, Allen Ginsberg et Jack Kerouac sont les précurseurs de ce mouvement, de la libération sexuelle et du mode de vie de la jeunesse des années 1960, celle de la Beat Generation, « qui a ébranlé la société américaine dans ses certitudes. Elle a directement inspiré aussi bien les mouvements de mai 1968 que l’opposition à la guerre du Vietnam, ou les hippies de Berkeley et Woodstock. Pourtant la Beat Generation a aussi contribué à enrichir le mythe américain. Sur la route, le roman le plus connu de Kerouac, est une ode aux grands espaces, à l’épopée vers l’ouest, à la découverte de mondes nouveaux ». Alliant créativité débordante et fascination pour les milieux underground des villes des côtes Est et Ouest des États-Unis et tout l'art qui s'y crée (littérature, jazz, etc.), la Beat Generation témoigne également d'un attachement profond aux grands espaces, à la nature et aux spiritualités chamaniques dans lesquelles l'homme est partie intégrante du Cosmos.

## Origines du mouvement

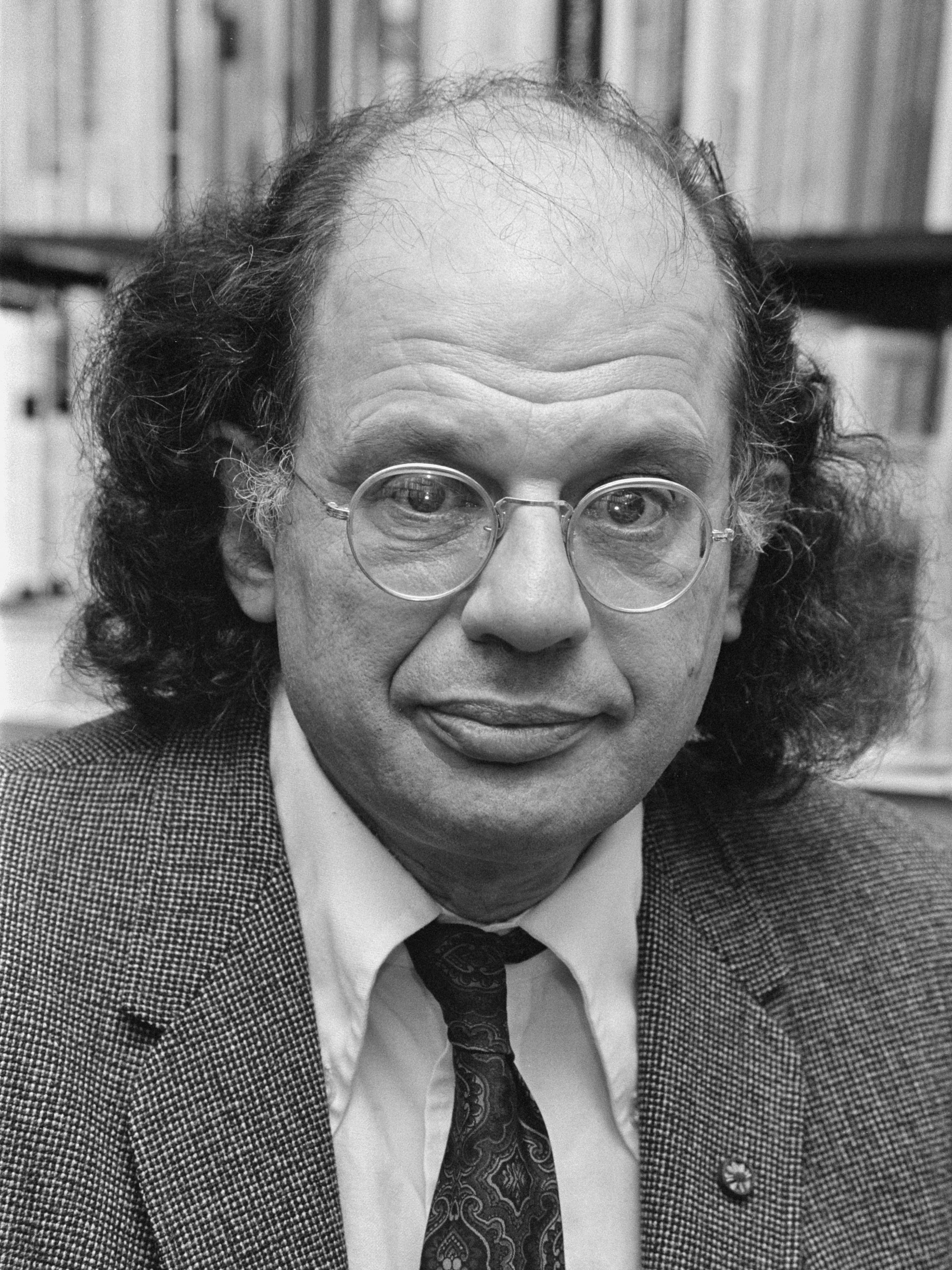
Allen Ginsberg en 1979.

Selon Barry Gifford, la Beat generation, ce ne sont que Jack Kerouac, Allen Ginsberg et William S. Burroughs, qui ont pour point commun de s'être entraidés et de s'être inspirés les uns des autres. Mais c'est essentiellement Jack Kerouac qui s'est attelé à s'attribuer la paternité de l'expression jusqu'à en écrire un texte, "aux origines de la Beat Generation" ne décolérant pas quant à l'emploi avant lui par l'article publié de John Clellon Holmes. Comme pour les écrivains des autres générations, cet attribut leur a été surtout donné par le monde journalistique qui leur demandait de justifier cette expression. Cette génération que l'on nomme communément Beat Generation correspond à une constellation beaucoup plus large que ce noyau, par les influences mutuelles qu'ils ont développées tout au long de leur vie et celles qu'ils ont eues sur la société américaine, occidentale et enfin à l'échelle du monde en tant que contre-culture.  
L'organisation par Allen Ginsberg d'une soirée de lecture publique à la Six Gallery le 7 octobre 1955 marque le début de ce que les protagonistes appelleront La Renaissance poétique. Cette soirée marque aussi le début d'une longue collaboration entre les jeunes poètes de New York et ceux de San Francisco dont Lawrence Ferlinghetti fut central. C'est aussi, par la présence d'un journaliste ce soir là, que la Beat Generation va naître au public américain. L'influence du mouvement prendra ensuite une ampleur nouvelle à partir des procès que subiront notamment Allen Ginsberg et Lawrence Ferlinghetti pour obscénité et qu'ils gagneront au nom de la liberté d'expression.  

## Origines du termebeat
Le mot beat désignerait depuis le XIXe siècle un vagabond du rail voyageant clandestinement à bord des wagons de marchandises. Peu à peu ce mot a pris le sens que lui ont donné les jazzmans noirs : beat en est venu à signifier une manière de traverser la vie. Être beat devint « être foutu, à bout de souffle, exténué ». 
Le « beat » (« pulsation ») est aussi le « rythme » en musique (jazz).
L'adjectif « beat » (proposé par Herbert Huncke) avait donc initialement le sens de « fatigué » ou « cassé » — provenant de l'argot étasunien, mais Kerouac y ajouta la connotation paradoxale de upbeat et beatific tiré du français « béat » — il se moquera souvent de l'appellation donnée au mouvement. Le sens premier fait ainsi référence à une génération perdue, fin de siècle même, beat signifiant pour John Clellon Holmes : « être à la rue, battu, écrasé, au bout du rouleau ». Jack Kerouac s'explique lui-même sur le terme et le présente comme tiré d'une expression employée par les Noirs américains, dans le sud des États-Unis, faisant référence à la pauvreté, à l'écrasement.
Pour Kerouac, d'origine franco-canadienne, la sonorité du mot est aussi à rapprocher du terme français « béat » : « It's a be-at, le beat à garder, le beat du cœur », puis il ajoute : « C'est un être à, le tempo à garder, le battement du cœur », le rapprochant d'une expression utilisée par le jazzman Charlie Parker,. Il fait aussi le lien avec le rythme en général : celui de la batterie, des pagayeurs dans leurs canoës, etc.

## Influences
Un certain nombre d'écrivains ont influencé les thèmes ou le style des œuvres de la Beat Generation. Kerouac a lu Céline qui a eu une grande influence sur lui, notamment par l'emploi de langage parlé et populaire et par le rythme narratif. Kerouac apprécie aussi Herman Melville, Henry Miller, Dylan Thomas ou encore Jean Genet et Arthur Rimbaud qu'il peut lire en version originale du fait de ses origines francophones du Canada. Ces écrivains ont en commun de placer le thème de la révolte face à la société conformiste au centre de leurs œuvres, thème cher aux écrivains de la Beat Generation. En 1970, Kerouac publie une biographie d'Arthur Rimbaud (Arthur Rimbaud, City Lights Books, 1970).
Dans une lettre à un éditeur datée du 6 janvier 1966, Allen Ginsberg écrit à propos des influences de la Beat Generation : « Kerouac, Corso, Burroughs et moi avons comme source principale Shakespeare. […] Gregory Corso et moi aimions Marlowe et Shelley — et moi Keats — et surtout Smart, Apollinaire, Blake, la poésie de Melville, Thomas Hardy. […] Notre principale source pendant dix ans a été la prose de Melville, de Céline, de Genet et de Dostoïevski. »

## Un cercle d'amis

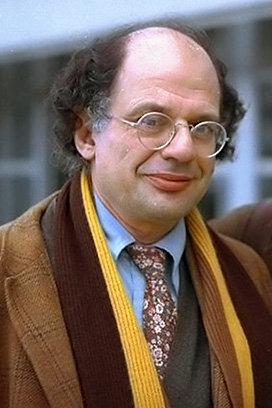
Allen Ginsberg en 1978.

Les membres originels de la Beat generation se rencontrèrent à New York : Jack Kerouac, Allen Ginsberg, William Burroughs (dans les années 1940), rejoints plus tard par Gregory Corso (en 1950). C'est à l'université de Columbia que Ginsberg et Kerouac se rencontrèrent, alors tous deux étudiants. Au cours des années 1950, le groupe s'était étendu à des figures de la scène de San Francisco : Kenneth Rexroth, Gary Snyder, Lawrence Ferlinghetti, Michael McClure, Philip Whalen et Lew Welch.
Qualifier ce petit cercle d'aspirants écrivains, artistes, assurément intellectuels, de « Génération » fut une façon de revendiquer leur importance, leur représentativité, et surtout le début d'un nouveau mouvement (sur les traces de la Génération perdue). C'était le genre de bravade qui aurait pu n’être qu'illusions de grandeur, mais l'histoire montre que la Beat generation se permit d'être un véritable mouvement littéraire, social et contre-culturel. Le nom précéda l'essence, renforçant la cristallisation des idées autour du concept.
Les membres de la Beat generation furent des nouveaux bohémiens qui s'engagèrent dans une créativité vigoureuse et libertaire largement inspirée par les pensées anarchistes, participant ainsi à diffuser dans la société un certain nombre de principes politiques issu de ce courant de pensées. Les écrivains Beat produisirent un corpus d'œuvres dominées par la spontanéité, un quasi-automatisme dans l'écriture, pour provoquer une prosodie libre et rythmée, autour notamment du concept Wild que l'on pourrait traduire en français par Liberté Sauvage.
Autour de ce noyau dur d'artistes gravitèrent des personnalités au parcours moins connu mais à l'apport tout aussi important : Lucien Carr, qui présenta Burroughs à Kerouac et Ginsberg et qui ira en prison pour le meurtre d'un professeur de gymnastique, entraînant Kerouac dans son sillage ; Herbert Huncke, un truand toxicomane qui rencontra Burroughs en 1946 ; Hal Chase, un anthropologue de Denver qui présenta Neal Cassady au groupe en 1947. Cassady devint très proche de Kerouac et fut immortalisé dans le roman Sur la route sous les traits du personnage Dean Moriarty, un voyou avide de vie et d'expériences.
Les femmes prirent aussi une place d'importance dans le cercle Beat : Joan Vollmer, Edie Parker. Leur appartement de l'Upper West Side de Manhattan devint rapidement le lieu de rencontres privilégiées des Beats, Joan Vollmer étant elle-même une participante active des discussions enflammées qui s'y déroulaient.

## Des personnalités hétérogènes
Les membres de la Beat Generation sont issus de milieux socio-culturels très différents. Jack Kerouac a grandi dans un milieu conservateur, pauvre et catholique alors qu'Allen Ginsberg appartenait à une famille cultivée engagée à gauche et d'ascendance juive (son père est professeur d'anglais et sa mère est militante communiste). William Burroughs était issu de la petite bourgeoisie entrepreneuriale et s'attela à la littérature puis l'écriture après avoir effectué des études de médecine. La science le passionnait. Voilà pour ces trois écrivains les plus connus en France. Mais les trois personnages ont en commun de renouveler les idéaux collectifs par l'influence de la pensée anarchiste et de nombreux autres penseurs et poète comme Henry David Thoreau ou encore Walt Whitman. Leur contestation ne se fond pas dans un mouvement de pensée structuré mais se traduit plutôt par la recherche d'un individualisme volontaire, par le rejet du conformisme alors naissant aux Etats-Unis marqué par le développement des suburbs et la manière dont le pouvoir oriente l'American way of life autour de la société de consommation, la valorisation du progrès technologique et industriel, du scientisme au détriment d'une spiritualité qu'ils revendiqueront à partir de la reconnaissance des autres cultures et de la puissance de la Nature. Mais les écrivains beats ne se revendiquent pas militants politiques même si certains d'entre eux ont milité. Ils sont d'abord occupé à vivre, à apprendre et à être écrivains en revendiquant leur singularité. 
Jack Kerouac, très perturbé après la publication de son livre phare On the road en 1957, et sous l'emprise d'une mère particulièrement sectaire, déçu par les qualificatifs qui accompagnent son succès littéraire, se renfermera durant les dix dernières années de sa vie pour se suicider par alcoolisme et se ranger derrière les idées de sa mère tout en continuant, et dans le paradoxe, à revendiquer sa paternité pour le mouvement littéraire qui l'a fait connaître à travers les descriptions juvéniles de la vie de ses amis et de ses voyages. Kerouac, lui, s'était atelé à écrire La légende de Duluoz. 
Lawrence Ferlinghetti , docteur en littérature à la Sorbonne à Paris, refusera toujours de publier les livres de Kerouac et mena une existence de libraire et éditeur tout en continuant d'écrire des oeuvres poétiques. 
Gary Snyder, le clochard céleste de Kerouac, fut initié à la nature par des américains d'origine avant de mener une vie d'Anthropologue au Japon, sur le bouddhisme zen, puis aux Etats-Unis. Ses écrits et son mode de vie écologique basé sur une certaine forme d’ascèse heureuse eurent une grande influence sur la société occidentale. Il est considéré comme un des pères de l'écologie profonde et comme un des acteurs ayant eu une influence sur le déploiement des spiritualités laïques autour notamment des pratiques du yoga. 

## Œuvres représentatives

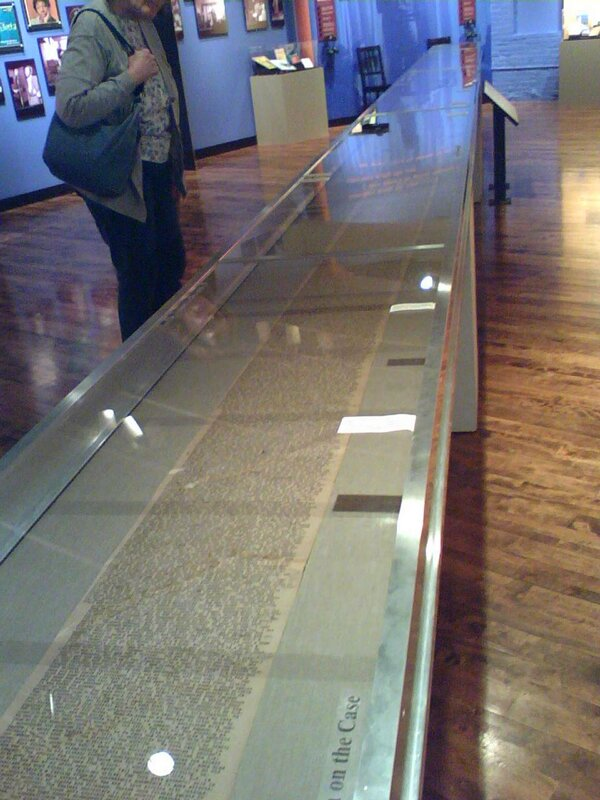
Le tapuscrit de Sur la route dévoilé lors d'une exposition à Lowell (Massachusetts) en 2007.

Les œuvres majeures de ces auteurs fondateurs sont le roman Sur la route de Jack Kerouac, le poème Howl d'Allen Ginsberg et le roman Le Festin nu de William Burroughs.
En 1950, Corso rencontre Ginsberg, qui fut très impressionné par la poésie qu'il avait écrite alors qu'il était emprisonné pour vol. Les années 1950 furent marquées par des influences réciproques entre écrivains new-yorkais et de San Francisco (Ginsberg, Corso, Cassady et Kerouac s'y installèrent même pour un temps). Ferlinghetti (qui dirigea la maison d'édition City Lights Press) prit une plus grande importance, ainsi que Rexroth (un poète issu du modernisme, plus âgé que les Beats, et qui exerça sur eux une profonde influence) dont l'appartement devint un point de rencontre obligé des discussions littéraires. Rexroth organisa la lecture de Six Gallery, où le poème Howl apparut pour la première fois.
À la parution de Sur la route en 1957 (l'ébauche en a été faite en 1951), les excellentes critiques (notamment de la rubrique littéraire du New York Times) en firent un best-seller instantané. Cet événement entraîna la vague d'intérêt pour le mouvement Beat qui mit en lumière tous ses membres.
Les œuvres beat peuvent aussi bien être de la poésie que de la prose. Les auteurs utilisent des techniques comme « l'écriture spontanée » ou la « littérature de l'instant » et le cut-up qui permettent de dynamiser le récit et de rendre par écrit les impressions ressenties lors de la prise de drogues (technique particulièrement visible dans Le Festin nu).

## La Beat Generation et le jazz
C'est Cassady qui fit entrer le jazz dans la scène Beat, avec son parlé relâché et spontané qui serait plus tard associé aux beatniks. Cassady n'était pas écrivain lorsqu'il intégra le groupe, mais impressionna fortement de son style relâché et spontané que Kerouac citera plus tard comme influence majeure qui le mena à formaliser sa prose libre, qu'il utilisa dans Sur la route (les autres influences majeures étant les solos jazz improvisés et le rock pré-hippie de The Temptations).

## Lesbeatniks
Le mot beatnik apparaît pour la première fois le 2 avril 1958 sous la plume de Herb Caen dans le journal San Francisco Chronicle.  Ce terme, forgé à partir du mot beat et du nom du satellite russe Sputnik, était initialement péjoratif en cherchant à faire croire que les beats étaient une communauté de communistes illuminés en pleine période de maccarthysme. 
Dans une entrevue au sujet de la « Beat generation » accordée au journaliste canadien Pierre Nadeau, Kerouac se fait demander où il était quand il a entendu parler des jeunes qui s'appelaient beatniks : il répond que ce n'est pas lui qui a inventé le terme, « ce sont les nègres ». Ils veulent dire ainsi qu'ils sont pauvres, mais qu'ils sont joyeux. Jack Kerouac a toujours rejeté ce terme de beatniks (il dit ainsi « I'm a Catholic, not a beatnik »), terme qui sera pourtant repris par une partie de la génération hippie.

## Les femmes de laBeat Generation
Souvent laissée de côté dans l'histoire des premiers temps de la Beat Generation, Joan Vollmer (qui devint plus tard Mme Burroughs) fut sans équivoque présente dès le tout début de l'aventure. Elle est décrite comme une femme intelligente et intéressante, mais qui ne s'impliqua pas dans l'écriture. Par ailleurs, à l'inverse d'un homme comme Cassady, personne ne choisit d'écrire à son sujet. Elle n'est restée dans l'histoire que comme l'épouse que William Burroughs tua par accident d'une balle en pleine tête (en cherchant à rejouer le mythe de Guillaume Tell).
Corso soutint que les femmes furent très présentes dans le cercle, mais qu'il fut très dur pour elles de revendiquer le style de vie bohème des beats : stigmatisées, vues comme folles, certaines furent éjectées du mouvement. Il raconta ainsi l'histoire de la jeune « Hope », qui fut le premier mentor de Kerouac et de Ginsberg lorsqu'ils s'intéressèrent au bouddhisme, leur faisant lire certains auteurs, dont Li Bai.
Certaines parvinrent tout de même à se faire un nom au sein des Beats : Joyce Johnson, Hettie Jones, Diane DiPrima, Janine Pommy Vega, Lenore Kandel, Mary Norbert Körte et Hedwig Gorski.